# Chlum (Strakonicei járás)
Chlum falu és önkormányzat (obec) Csehország Dél-csehországi kerületének Strakonicei járásában. Területe 6,21 km², lakosainak száma 187 (2008. 12. 31). A falu Strakonicétől mintegy 22 km-re északra,  České Budějovicétől 70 km-re északnyugatra, és Prágától 82 km-re délnyugatra fekszik.
A település első írásos említése 1349-ből származik. A falu eredetileg a Rožmitál uradalomhoz tartozott, majd a 15. századtól a Lnáře-hoz.

## Népesség
A település népessége az elmúlt években az alábbi módon változott:
| Lakosok száma | 292  | 298  | 291  | 227  | 176  | 173  | 195  | 202  | 203  | 205  |
|               | 1869 | 1890 | 1921 | 1950 | 1980 | 2001 | 2017 | 2019 | 2022 | 2024 |